# Приходько Євген Олексійович
Євге́н Олексі́йович Прихо́дько (1997—2023)  — український військовослужбовець Національної гвардії України, учасник російсько-української війни, нагороджений орденом «За мужність»(посмертно).

## Життєпис
Народився 1997 року, проживав у місті Носівка. Закінчив носівську ЗОШ№ 1, здобув вищу освіту за фахом економіста-міжнародника. Пройшов строкову службу, працював за кордоном. На початку 2022 року повернувся до Києва.
З початком широкомасштабного вторгнення добровільно пішов у військову частину Національної Гвардії. Служив у військовій частині 3027 «Буревій»
Загинув 27 грудня 2023 року біля населеного пункту Ямпіль Краматорського району — при евакуації поранених.
Похований в Носівці.

## Нагороди
- орден «За мужність» III ступеня (2024, посмертно)[1]